# Championnats du monde de cyclo-cross 1991
Navigation
Édition précédente Édition suivante
Les championnats du monde de cyclo-cross 1991 ont lieu les 2 et 3 février 1991 à Gieten aux Pays-Bas. Trois épreuves masculines sont au programme.

## Podiums
| Épreuves | Or                  | Argent             | Bronze          |
| -------- | ------------------- | ------------------ | --------------- |
| Élites   | Radomir Simunek     | Adrie van der Poel | Bruno Lebras    |
| Amateurs | Thomas Frischknecht | Henrik Djernis     | Daniele Pontoni |
| Juniors  | Ondřej Lukeš        | Jiří Pospíšil      | Dariusz Gil     |

## Résultats

### Classement des élites
| Pos. | Cycliste            | Pays            | Temps           |
| ---- | ------------------- | --------------- | --------------- |
|      | Radomír Šimůnek     | Tchécoslovaquie | 1 h 03 min 14 s |
|      | Adrie van der Poel  | Pays-Bas        | + 0:00          |
|      | Bruno Lebras        | France          | + 0:06          |
| 4    | Henk Baars          | Pays-Bas        | + 0:24          |
| 5    | Wim Lambrechts      | Belgique        | + 0:28          |
| 6    | Frank van Bakel     | Pays-Bas        | + 0:34          |
| 7    | Roger Honegger      | Suisse          | + 0:37          |
| 8    | Martin Hendriks     | Pays-Bas        | + 0:46          |
| 9    | Dominique Arnould   | France          | + 1:06          |
| 10   | Christophe Lavainne | France          | + 1:40          |

### Classement des amateurs
| Pos. | Cycliste            | Pays            | Temps       |
| ---- | ------------------- | --------------- | ----------- |
|      | Thomas Frischknecht | Suisse          | 50 min 19 s |
|      | Henrik Djernis      | Danemark        | + 0:23      |
|      | Daniele Pontoni     | Italie          | + 0:24      |
| 4    | Marcel Gerritsen    | Pays-Bas        | + 0:26      |
| 5    | Edward Kuyper       | Pays-Bas        | + 0:31      |
| 6    | Timo Berner         | Allemagne       | + 0:32      |
| 7    | Rudy Thielemans     | Belgique        | + 0:44      |
| 8    | Beat Wabel          | Suisse          | + 0:45      |
| 9    | Radovan Fořt        | Tchécoslovaquie | + 0:54      |
| 10   | Pavel Elsnic        | Tchécoslovaquie | + 0:59      |

### Classement des juniors
| Pos. | Cycliste        | Pays            | Temps       |
| ---- | --------------- | --------------- | ----------- |
|      | Ondřej Lukeš    | Tchécoslovaquie | 45 min 47 s |
|      | Jiří Pospíšil   | Tchécoslovaquie | + 0:00      |
|      | Dariusz Gil     | Pologne         | + 0:00      |
| 4    | Václav Metlička | Tchécoslovaquie | + 0:01      |
| 5    | Jan Ullrich     | Allemagne       | + 0:01      |
| 6    | Jan Faltýnek    | Tchécoslovaquie | + 0:04      |
| 7    | Marcel Vrogten  | Pays-Bas        | + 0:21      |
| 8    | Tomasz Bukowski | Pologne         | + 0:36      |
| 9    | Roman Jordens   | Allemagne       | + 0:45      |
| 10   | Patrick Flamm   | Allemagne       | + 0:48      |

## Tableau des médailles
| Rang | Nation          | Or | Argent | Bronze | Total |
| ---- | --------------- | -- | ------ | ------ | ----- |
| 1    | Tchécoslovaquie | 2  | 1      | 0      | 3     |
| 2    | Suisse          | 1  | 0      | 0      | 1     |
| 3    | Danemark        | 0  | 1      | 0      | 1     |
| 3    | Pays-Bas        | 0  | 1      | 0      | 1     |
| 5    | France          | 0  | 0      | 1      | 1     |
| 5    | Pologne         | 0  | 0      | 1      | 1     |
| 5    | Italie          | 0  | 0      | 1      | 1     |